# F-1 World Grand Prix
F-1 World Grand Prix é um jogo eletrônico de corrida de Fórmula 1 lançado em 1998 para Nintendo 64, em 1999 para Dreamcast e PlayStation, e no ano 2000 para Game Boy Color e Windows.

## Diferenças entre as versões
- A versão de Nintendo 64 é baseada na Temporada de Fórmula 1 de 1997. Contém 22 pilotos (menos o canadense Jacques Villeneuve, que foi substituído por "Driver Williams" devido a problemas envolvendo direitos autorais). Também não conta com a equipe MasterCard Lola, pelo fato de a equipe participar de apenas duas corridas e não se classificar em nenhuma.[1] E tem como principal objetivo bater a dupla da Williams no campeonato de construtores, já que é a equipe mais forte.

- As versões de Dreamcast (usualmente conhecida pelo nome de F1 World Grand Prix for DC)[2] e Game Boy Color baseiam-se na Temporada de Fórmula 1 de 1998.[3]

- As versões de PlayStation (oficialmente lançado como F1 World Grand Prix: 1999 Season)[4] e Windows baseiam-se na Temporada de Fórmula 1 de 1999.[5]

## Equipes e pilotos
- Danka Arrows Yamaha: Damon Hill e Pedro Paulo Diniz;
- Rothmans Williams Renault: Driver One Williams e Heinz-Harald Frentzen;
- Scuderia Ferrari Marlboro: Michael Schumacher e Eddie Irvine;
- Mild Seven Benetton Renault: Jean Alesi e Gerhard Berger;
- West McLaren Mercedes: Mika Häkkinen e David Coulthard;
- B&H Total Jordan Peugeot: Ralf Schumacher e Giancarlo Fisichella;
- Prost Gauloises Blondes: Olivier Panis e Shinji Nakano;
- Red Bull Sauber Petronas: Johnny Herbert e Nicola Larini;
- PIAA Tyrrell: Jos Verstappen e Mika Salo;
- Minardi Team SpA: Ukyo Katayama e Jarno Trulli;
- HSBC Malaysia Stewart Ford: Rubens Barrichello e Jan Magnussen.
- Nota: Jacques Villeneuve aparece no jogo sob o nome de "Driver Williams" devido a problemas envolvendo direitos autorais.

## Sequências
- F-1 World Grand Prix II
- F1 World Grand Prix 2000